# António I van Kongo
António I Vita a Nkanga, ook bekend als Mvita a Nkanga, was koning (Mwene Kongo) van het Koninkrijk Kongo van 1661 tot zijn nederlaag en dood in de Slag bij Mbwila op 29 oktober 1665. Hij werd verkozen na het overlijden van koning Garcia II. Net als zijn voorganger voerde António I een buitenlands beleid dat gericht was op het verdrijven van de Portugezen uit de regio.

## Oorlog met Portugal
Sinds 1620 bevonden Kongo en Portugal zich vrijwel continu in een staat van oorlog, met slechts korte vredesperioden na overwinningen van de Bakongo. Na bijna dertig jaar van tegenslag voor de Portugezen, mede door nederlagen tegen de Bakongo, Mbundu en Nederlanders, hadden zij hun kolonie Luanda heroverd en een broze vrede gesloten met hun voormalige vijanden.
António I voelde zich bedreigd door de Portugese aanwezigheid aan Kongo’s zuidgrens en probeerde de oorlog te hervatten, net zoals bij de eerdere overwinning in de Slag bij Kitombo. Aangezien steun van de Nederlanders uitbleef, zond hij gezanten naar Spanje in de hoop op een bondgenootschap, maar zonder succes. Hij zocht ook steun bij traditionele bondgenoten, waaronder het Mbundu-Koninkrijk Matamba en de semi-onafhankelijke koninkrijken Dembos en Mbwila.
Op 22 december 1663 gaf koning Afonso VI van Portugal bevel aan Vidal Negreiros om de kopermijnen van Kongo over te nemen, de ertsen te delven en deze naar Lissabon te verschepen. António I ontkende het bestaan van dergelijke mijnen en verklaarde dat hij "op geen enkele manier schatplichtig is aan de koning van Portugal". Beide partijen bereidden zich voor op oorlog, en uiteindelijk ontmoetten zij elkaar aan de Ulangarivier bij Mbwila.

### Slag bij Mbwila
De Portugezen hoorden van António's voorbereidingen en probeerden gelijktijdig hun claim op Mbwila kracht bij te zetten. Een opvolgingscrisis in Mbwila — waarbij de koning (gesteund door Kongo) en zijn tante (gesteund door Portugal) elkaar bevochten — leidde tot een gewapend conflict.
Tijdens de Slag bij Mbwila leden de Bakongo een verwoestende nederlaag. Honderden soldaten sneuvelden, waaronder koning António I, die persoonlijk een elite-eenheid van 400 zwaardvechters aanvoerde. Hij werd tijdens of kort na de strijd onthoofd; zijn hoofd werd door de Portugezen met koninklijke eer begraven, terwijl zijn kroon en scepter als trofeeën naar Portugal werden gebracht.

## Nasleep
Koning António I stierf zonder directe troonopvolger. Veel potentiële erfgenamen kwamen om of werden gevangengenomen, waaronder zijn zevenjarige zoon. Hierop brak een hevige machtsstrijd uit tussen het regerende Huis Kinlaza en het rivaliserende Huis Kimpanzu. Deze strijd leidde tot een verwoestende burgeroorlog en markeerde het begin van de neergang van het Koninkrijk Kongo. Pas veertig jaar later zou het rijk opnieuw worden herenigd.